# 乌斯特河畔圣马丁
烏斯特河畔圣马丹（法語：Saint-Martin-sur-Oust，法語發音：[sɛ̃ maʁtɛ̃ syʁ ust]）是法国莫尔比昂省的一个市镇，位于该省东部，属于瓦讷区。

## 地理
乌斯特河畔圣马丹（47°44'46"N, 2°15'15"W）面积28.24 平方千米，位于法国布列塔尼大區莫尔比昂省，该省份为法国西北部沿海省份，位于布列塔尼半岛南部，北起阿摩尔滨海省、西接菲尼斯泰尔省，南濒大西洋，东南接大西洋卢瓦尔省，东临伊勒-维莱讷省。
与乌斯特河畔圣马丹接壤的市镇（或旧市镇、城区）包括：吕菲亚克、圣尼古拉迪泰特尔、莱富日雷、佩亚克、圣格拉韦、圣孔加尔、乌斯特河畔圣洛朗。
乌斯特河畔圣马丹的时区为UTC+01:00、UTC+02:00（夏令时）。

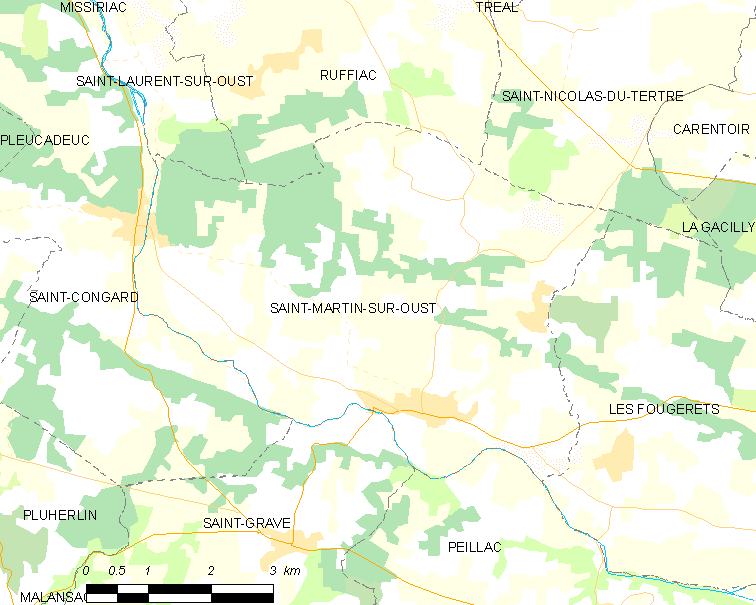
乌斯特河畔圣马丹的OSM定位图

## 行政
乌斯特河畔圣马丹的邮政编码为56200，INSEE市镇编码为56229。

## 政治
乌斯特河畔圣马丹所属的省级选区为盖尔县。

## 人口

1962-2008年间乌斯特河畔圣马丹人口变化图示

乌斯特河畔圣马丹于2022年1月1日时的人口数量为1305人。